# Джиллетт (Вайоминг)
Джиллетт (англ. Gillette) — город, расположенный в округе Кэмпбелл (штат Вайоминг, США) с населением в 19 646 человек по статистическим данным переписи 2000 года. Административный центр округа Кэмпбелл.
Город находится почти в самом центре промышленных разработок полезных ископаемых: угля, нефти и метана из угольных пластов.

## История
Джиллетт получил статус города 6 января 1892 года, менее чем через два года после утверждения административных границ штата Вайоминг. Своим названием населённый пункт обязан инспектору и инженеру-строителю Уэстону Джиллетту — одному из первопроходцев и основателей транспортной инфраструктуры района.

## Демография
| Год переписи | Нас.  |  | %±     |
| ------------ | ----- |  | ------ |
| 1900         | 151   |  | —      |
| 1910         | 448   |  | 196,7% |
| 1920         | 1157  |  | 158,3% |
| 1930         | 1340  |  | 15,8%  |
| 1940         | 2177  |  | 62,5%  |
| 1950         | 2191  |  | 0,6%   |
| 1960         | 3580  |  | 63,4%  |
| 1970         | 7194  |  | 100,9% |
| 1980         | 12134 |  | 68,7%  |
| 1990         | 17635 |  | 45,3%  |
| 2000         | 19646 |  | 11,4%  |
| 1900–2000    |       |  |        |

По данным переписи населения 2000 года в Джиллетт проживало 19 646 человек, 5113 семей, насчитывалось 7390 домашних хозяйств и 7931 жилой дом. Средняя плотность населения составляла около 567 человек на один квадратный километр. Расовый состав Джиллетт по данным переписи распределился следующим образом: 95,50 % белых, 0,20 % — чёрных или афроамериканцев, 0,96 % — коренных американцев, 0,42 % — азиатов, 0,10 % — выходцев с тихоокеанских островов, 1,51 % — представителей смешанных рас, 1,31 % — других народностей. Испаноговорящие составили 3,94 % от всех жителей города.
Из 7390 домашних хозяйств в 41,2 % — воспитывали детей в возрасте до 18 лет, 53,4 % представляли собой совместно проживающие супружеские пары, в 10,8 % семей женщины проживали без мужей, 30,8 % не имели семей. 24,0 % от общего числа семей на момент переписи жили самостоятельно, при этом 4,9 % составили одинокие пожилые люди в возрасте 65 лет и старше. Средний размер домашнего хозяйства составил 2,62 человек, а средний размер семьи — 3,12 человек.
Население города по возрастному диапазону по данным переписи 2000 года распределилось следующим образом: 30,2 % — жители младше 18 лет, 10,7 % — между 18 и 24 годами, 31,7 % — от 25 до 44 лет, 21,4 % — от 45 до 64 лет и 6,1 % — в возрасте 65 лет и старше. Средний возраст жителей составил 32 года. На каждые 100 женщин в Джиллетт приходилось 103,2 мужчин, при этом на каждые сто женщин 18 лет и старше приходилось 101,6 мужчин также старше 18 лет.
Средний доход на одно домашнее хозяйство в городе составил 46 521 доллар США, а средний доход на одну семью — 52 383 доллара. При этом мужчины имели средний доход в 41 131 доллар США в год против 22 717 долларов среднегодового дохода у женщин. Доход на душу населения в городе составил 19 749 долларов в год. 5,7 % от всего числа семей в округе и 7,9 % от всей численности населения находилось на момент переписи населения за чертой бедности, при этом 6,2 % из них были моложе 18 лет и 14,1 % — в возрасте 65 лет и старше.

## География
По данным Бюро переписи населения США город Джиллетт имеет общую площадь в 34,71 квадратных километров, водных ресурсов в черте населённого пункта не имеется.
Город Джиллетт расположен на высоте 1388 метров над уровнем моря. Климат пустынный, полузасушливый (префикс «BSk» по Классификации климатов Кёппена).
| Показатель                    | Янв.  | Фев. | Март | Апр. | Май  | Июнь | Июль | Авг. | Сен. | Окт. | Нояб. | Дек.  | Год  |
| ----------------------------- | ----- | ---- | ---- | ---- | ---- | ---- | ---- | ---- | ---- | ---- | ----- | ----- | ---- |
| Средний суточный максимум, °C | −0,6  | 2,8  | 7,2  | 12,8 | 17,8 | 24,4 | 29,4 | 28,3 | 22,2 | 15   | 5,6   | 0,6   | 13,9 |
| Средняя температура, °C       | −6,7  | −3,3 | 0,6  | 5,6  | 10,6 | 16,7 | 20,6 | 20   | 14,4 | 7,8  | −0,6  | −5,6  | 6,7  |
| Средний суточный минимум, °C  | −12,2 | −9,4 | −6,1 | −1,7 | 3,3  | 8,9  | 12,2 | 11,7 | 6,1  | 0    | −6,7  | −11,1 | −0,6 |
| Норма осадков, мм             | 14,2  | 13,7 | 25,4 | 50   | 74,9 | 67,1 | 45,2 | 33,8 | 36,3 | 14,5 | 17,8  | 17    | 410  |
| Источник: Weather Channel     |       |      |      |      |      |      |      |      |      |      |       |       |      |

## Известные уроженцы
- Алисия Крейг — спортсменка (бег на длинные дистанции)
- Майкл Брэдли Энзи — сенатор США от штата Вайоминг
- Джой Клиффорд Фауст — писатель
- Клинт Ольденбург — футболист клуба Денвер Бронкос
- Джон Остланд — член Сената штата Вайоминг